# ツール・ド・フランス2009 第12-第21ステージ結果

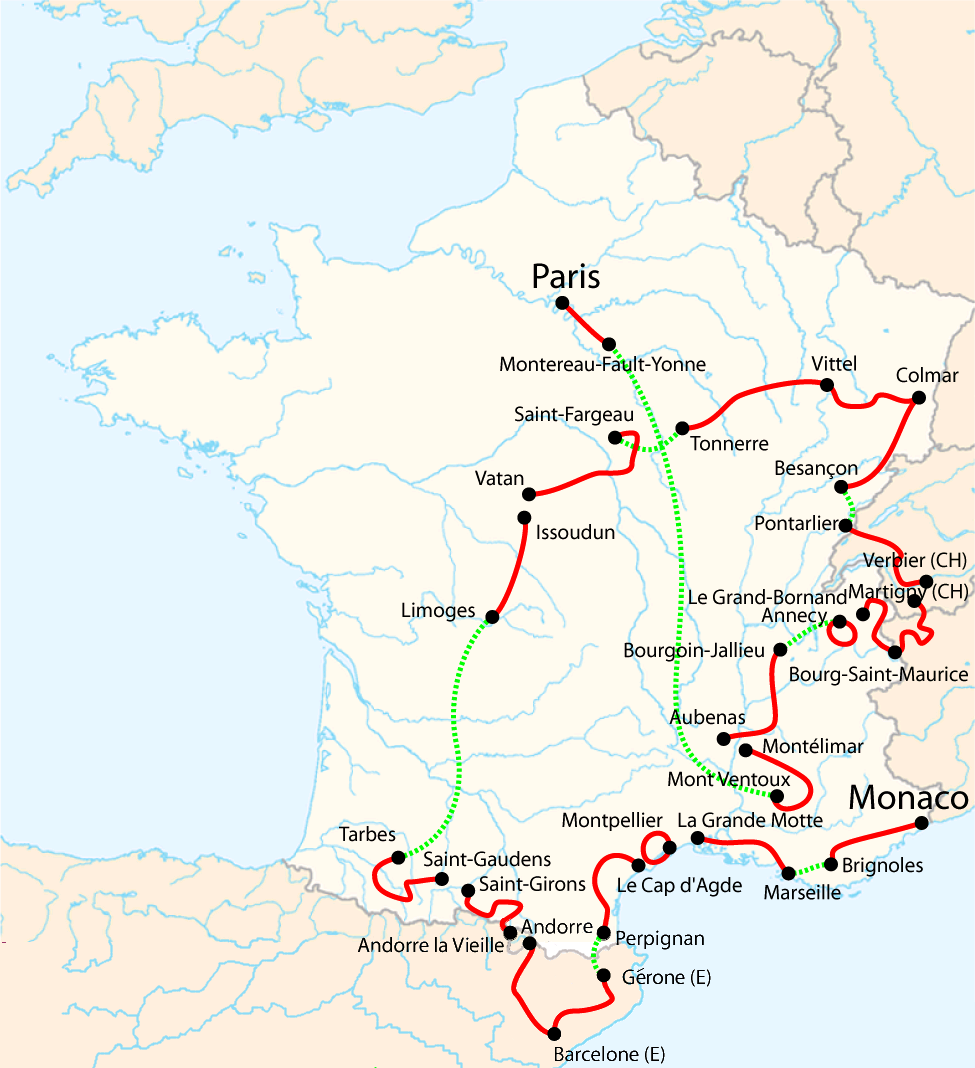
ツール・ド・フランス2009コース図

- ツール・ド・フランス2009 第1-第11ステージ結果 > ツール・ド・フランス2009 第12-第21ステージ結果

2009年に行なわれた、ツール・ド・フランスの第12ステージから第21ステージまでの結果について述べる。

## 第12ステージ
- 7月16日(木) トネール － ヴィッテル 211.5km[1]

- 3日連続の平坦ステージ。ただし前日と同じようにゴール前1.5kmは上り基調である。前ステージでの落車で肩の靭帯を痛めたルイ・アルベルト・ファリア（ケス・デパーニュ）が未出走となり、スタートしたのは169人。序盤からアタックが決まらず、最初の中間スプリントでは、マイヨ・ヴェールを争うマーク・カヴェンディッシュ（チーム・コロンビア＝HTC）とトル・フースホフト（サーヴェロ・テストチーム）が競り合う場面もあった。（カヴェンディッシュが1位、フースホフトが2位通過。）69km地点でようやく山岳賞を争うフランコ・ペッリツォッティ（リクイガス）、エゴイ・マルティネス（エウスカルテル・エウスカディ）を含む7人の逃げが決まる。その後の山岳ポイントはこの二人の争いとなったが、全てペッリツォッティが1位、マルティネスが2位通過となって両者の差は17ポイントまで縮まっている。その後もメイン集団は逃げを捕える動きは見せず、逃げ切り濃厚となった残り22km地点でニッキー・セレンセン（サクソバンク）がアタック。反応したシルヴァン・カルザティ（アグリテュベル）と2人で逃げ始める。追走5人とのタイム差が10秒を切った残り5km手前でセレンセンが再アタック。一気にカルザティを振り落として独走、そのまま後続に48秒差をつけて34歳にして嬉しいツール初勝利。さらに敢闘賞もダブル受賞。メイン集団は5分58秒遅れでフィニッシュ。カヴェンディッシュがサーベロのトレインにただ乗りする形でアシストを休ませつつもきっちり集団の先頭を取って、マイヨ・ヴェール争いでフースホフトに対して計3ポイント差を広げている。総合及び新人賞争いに動きは無かった。また、ロマン・フェイユ（アグリテュベル）、ジェローム・コペル（フランセーズ・デ・ジュー）、アンジェロ・フルラン（ランプレ）の3人が途中リタイア、さらにリーヴァイ・ライプハイマーが残り2km地点の左カーブで落車の際に右手首の舟状骨を骨折していたことがゴール後の検査で発覚。アスタナにとっては非常に重要な選手の痛い離脱となってしまった。

区間成績
| 順位 | 選手名                     | 国籍       | チーム                                     | 時間          |
| ---- | -------------------------- | ---------- | ------------------------------------------ | ------------- |
| 1    | ニッキー・セレンセン       | デンマーク | チーム・サクソバンク                       | 4時間52分24秒 |
| 2    | ローラン・ルフェーヴル     | フランス   | Bボックス・ブイグテレコム                  | +48秒         |
| 3    | フランコ・ペッリツォッティ | イタリア   | リクイガス                                 | 同            |
| 4    | マルクス・フォーテン       | ドイツ     | チーム・ミルラム                           | 同            |
| 5    | エゴイ・マルティネス       | スペイン   | エウスカルテル・エウスカディ               | 同            |
| 6    | シルヴァン・カルザティ     | フランス   | アグリテュベル                             | 同            |
| 7    | レミ・ポリオル             | フランス   | コフィディス＝ル・クレディ・アン・リーニュ | +1分33秒      |
| 8    | マーク・カヴェンディッシュ | イギリス   | チーム・コロンビア＝HTC                    | +5分58秒      |
| 9    | トル・フースホフト         | ノルウェー | サーヴェロ・テストチーム                   | 同            |
| 10   | マルコ・バンディエラ       | イタリア   | ランプレ＝N.G.C                            | 同            |
| 74   | 別府史之                   | 日本       | スキル・シマノ                             | +5分58秒      |
| 116  | 新城幸也                   | 日本       | Bボックス・ブイグテレコム                  | +5分58秒      |

総合成績
| 順位 | 選手名                           | 国籍           | チーム                                 | 時間           |
| ---- | -------------------------------- | -------------- | -------------------------------------- | -------------- |
| 1    | リナルド・ノチェンティーニ       | イタリア       | アージェードゥーゼル・ラ・モンディアル | 48時間27分21秒 |
| 2    | アルベルト・コンタドール         | スペイン       | アスタナ                               | +06秒          |
| 3    | ランス・アームストロング         | アメリカ合衆国 | アスタナ                               | +08秒          |
| 4    | リーヴァイ・ライプハイマー       | アメリカ合衆国 | アスタナ                               | +39秒          |
| 5    | ブラッドリー・ウィギンス         | イギリス       | ガーミン・スリップストリーム           | +46秒          |
| 6    | アンドレアス・クレーデン         | ドイツ         | アスタナ                               | +54秒          |
| 7    | トニー・マルティン               | ドイツ         | チーム・コロンビア＝HTC                | +1分00秒       |
| 8    | クリスティアン・ヴァンデヴェルデ | アメリカ合衆国 | ガーミン・スリップストリーム           | +1分24秒       |
| 9    | アンディ・シュレク               | ルクセンブルク | チーム・サクソバンク                   | +1分49秒       |
| 10   | ヴィンチェンツォ・ニバリ         | イタリア       | リクイガス                             | +1分54秒       |
| 142  | 新城幸也                         | 日本           | Bボックス・ブイグテレコム              | +1時間17分56秒 |
| 151  | 別府史之                         | 日本           | スキル・シマノ                         | +1時間23分04秒 |

ポイント賞成績
| 順位 | 選手名                     | 国籍       | チーム                    | ポイント |
| ---- | -------------------------- | ---------- | ------------------------- | -------- |
| 1    | マーク・カヴェンディッシュ | イギリス   | チーム・コロンビア＝HTC   | 200      |
| 2    | トル・フースホフト         | ノルウェー | サーヴェロ・テストチーム  | 190      |
| 3    | ホセ・ホアキン・ロハス     | スペイン   | ケス・デパーニュ          | 116      |
| 35   | 新城幸也                   | 日本       | Bボックス・ブイグテレコム | 30       |
| 64   | 別府史之                   | 日本       | スキル・シマノ            | 18       |

山岳賞成績
| 順位 | 選手名                     | 国籍     | チーム                                     | ポイント |
| ---- | -------------------------- | -------- | ------------------------------------------ | -------- |
| 1    | エゴイ・マルティネス       | スペイン | エウスカルテル・エウスカディ               | 88       |
| 2    | フランコ・ペッリツォッティ | イタリア | リクイガス                                 | 79       |
| 2    | クリストフ・ケルン         | フランス | コフィディス＝ル・クレディ・アン・リーニュ | 59       |

新人賞部門
| 順位 | 選手名                   | 国籍           | チーム                    | 時間           |
| ---- | ------------------------ | -------------- | ------------------------- | -------------- |
| 1    | トニー・マルティン       | ドイツ         | チーム・コロンビア＝HTC   | 48時間28分21秒 |
| 2    | アンディ・シュレク       | ルクセンブルク | チーム・サクソバンク      | +49秒          |
| 3    | ヴィンチェンツォ・ニバリ | イタリア       | リクイガス                | +54秒          |
| 27   | 新城幸也                 | 日本           | Bボックス・ブイグテレコム | +1時間16分56秒 |

チーム時間賞
| 順位 | チーム                                 | 時間            |
| ---- | -------------------------------------- | --------------- |
| 1    | チーム・サクソバンク                   | 143時間47分41秒 |
| 2    | アージェードゥーゼル・ラ・モンディアル | +34秒           |
| 3    | アスタナ                               | +37秒           |

敢闘賞選手
- ニッキー・セレンセン（ デンマーク・チーム・サクソバンク）

## 第13ステージ
- 7月17日(金) ヴィッテル － コルマー200km[3]

- 今ツール唯一の中級山岳ステージ。第10ステージに続く無線禁止ステージとなる予定だったが、撤回されている。骨折が判明したリーヴァイ・ライプハイマー、そしてペーター・ヴロリッヒ（ミルラム）の2人が未出走で、164人の選手がスタート。3km地点で形成された7人の逃げ集団から、57km地点でさらに飛び出したハインリヒ・ハウスラー（サーヴェロ・テストチーム）、シルヴァン・シャヴァネル（クイックステップ）、ルーベン・ペレス（エウスカルテル）の3人が雨の降りしきる中を逃げる展開に。その後、1級山岳プラッツァーワゼル峠の上りでペレスが脱落。メイン集団は断続的にアタックこそかかるものの決まらずにプラッツァーワゼル峠の頂上を逃げの2人と約3分差で通過。直後にアメツ・チュルカ（エウスカルテル）とブリス・フェイユ（アグリテュベル）の2人が飛び出して、逃げの2人を追い始める。しかし、峠の下りでハンガーノックを起こしペースが落ちたシャヴァネルを振るい落としたハウスラーがそのまま40km以上を独走。後続に4分以上の大差をつけて、大逃げでツール初優勝。さらに敢闘賞もダブル受賞した。メイン集団は6分43秒遅れでフィニッシュ。厳しい山岳でもメイン集団で生き残ったトル・フースホフトは集団先頭こそ取り逃がしたが、ステージ6位でスプリントポイントを稼いで、マーク・カヴェンディッシュからマイヨ・ヴェールを再奪回した。安定して山岳を上位通過したフランコ・ペッリツォッティはマイヨ・グランペールを獲得。総合・新人賞争いには大きな動きは無かった。

区間成績
| 順位 | 選手名                       | 国籍           | チーム                       | 時間          |
| ---- | ---------------------------- | -------------- | ---------------------------- | ------------- |
| 1    | ハインリヒ・ハウスラー       | ドイツ         | サーヴェロ・テストチーム     | 4時間56分26秒 |
| 2    | アメツ・チュルカ             | スペイン       | エウスカルテル・エウスカディ | +4分11秒      |
| 3    | ブリス・フェイユ             | フランス       | アグリテュベル               | +6分13秒      |
| 4    | シルヴァン・シャヴァネル     | フランス       | クイックステップ             | +6分31秒      |
| 5    | ペーター・ヴェリトス         | スロバキア     | チーム・ミルラム             | +6分43秒      |
| 6    | トル・フースホフト           | ノルウェー     | サーヴェロ・テストチーム     | 同            |
| 7    | ウラディミール・エフィムキン | ロシア         | AG2R                         | 同            |
| 8    | ブラッドリー・ウィギンス     | イギリス       | ガーミン・スリップストリーム | 同            |
| 9    | ジョージ・ヒンカピー         | アメリカ合衆国 | チーム・コロンビア＝HTC      | 同            |
| 10   | アンディ・シュレク           | ルクセンブルク | チーム・サクソバンク         | 同            |
| 86   | 別府史之                     | 日本           | スキル・シマノ               | +20分21秒     |
| 143  | 新城幸也                     | 日本           | Bボックス・ブイグテレコム    | +23分44秒     |

総合成績
| 順位 | 選手名                           | 国籍           | チーム                                 | 時間           |
| ---- | -------------------------------- | -------------- | -------------------------------------- | -------------- |
| 1    | リナルド・ノチェンティーニ       | イタリア       | アージェードゥーゼル・ラ・モンディアル | 53時間30分30秒 |
| 2    | アルベルト・コンタドール         | スペイン       | アスタナ                               | +06秒          |
| 3    | ランス・アームストロング         | アメリカ合衆国 | アスタナ                               | +08秒          |
| 4    | ブラッドリー・ウィギンス         | イギリス       | ガーミン・スリップストリーム           | +46秒          |
| 5    | アンドレアス・クレーデン         | ドイツ         | アスタナ                               | +54秒          |
| 6    | トニー・マルティン               | ドイツ         | チーム・コロンビア＝HTC                | +1分00秒       |
| 7    | クリスティアン・ヴァンデヴェルデ | アメリカ合衆国 | ガーミン・スリップストリーム           | +1分24秒       |
| 8    | アンディ・シュレク               | ルクセンブルク | チーム・サクソバンク                   | +1分49秒       |
| 9    | ヴィンチェンツォ・ニバリ         | イタリア       | リクイガス                             | +1分54秒       |
| 10   | ルイス・レオン・サンチェス       | スペイン       | ケス・デパーニュ                       | +2分16秒       |
| 141  | 新城幸也                         | 日本           | Bボックス・ブイグテレコム              | +1時間34分57秒 |
| 144  | 別府史之                         | 日本           | スキル・シマノ                         | +1時間36分42秒 |

ポイント賞成績
| 順位 | 選手名                     | 国籍       | チーム                    | ポイント |
| ---- | -------------------------- | ---------- | ------------------------- | -------- |
| 1    | トル・フースホフト         | ノルウェー | サーヴェロ・テストチーム  | 205      |
| 2    | マーク・カヴェンディッシュ | イギリス   | チーム・コロンビア＝HTC   | 200      |
| 3    | ホセ・ホアキン・ロハス     | スペイン   | ケス・デパーニュ          | 116      |
| 41   | 新城幸也                   | 日本       | Bボックス・ブイグテレコム | 30       |
| 67   | 別府史之                   | 日本       | スキル・シマノ            | 18       |

山岳賞成績
| 順位 | 選手名                     | 国籍     | チーム                       | ポイント |
| ---- | -------------------------- | -------- | ---------------------------- | -------- |
| 1    | フランコ・ペッリツォッティ | イタリア | リクイガス                   | 98       |
| 2    | エゴイ・マルティネス       | スペイン | エウスカルテル・エウスカディ | 95       |
| 3    | ブリス・フェイユ           | フランス | アグリテュベル               | 64       |

新人賞部門
| 順位 | 選手名                   | 国籍           | チーム                    | 時間           |
| ---- | ------------------------ | -------------- | ------------------------- | -------------- |
| 1    | トニー・マルティン       | ドイツ         | チーム・コロンビア＝HTC   | 53時間31分30秒 |
| 2    | アンディ・シュレク       | ルクセンブルク | チーム・サクソバンク      | +49秒          |
| 3    | ヴィンチェンツォ・ニバリ | イタリア       | リクイガス                | +54秒          |
| 27   | 新城幸也                 | 日本           | Bボックス・ブイグテレコム | +1時間33分57秒 |

チーム時間賞
| 順位 | チーム                                 | 時間            |
| ---- | -------------------------------------- | --------------- |
| 1    | チーム・サクソバンク                   | 158時間57分08秒 |
| 2    | アージェードゥーゼル・ラ・モンディアル | +34秒           |
| 3    | アスタナ                               | +37秒           |

敢闘賞選手
- ハインリヒ・ハウスラー（ ドイツ・サーヴェロ・テストチーム）

## 第14ステージ
- 7月18日(土) コルマー － ブザンソン 199km[5]

- アルプス前の最後の平坦ステージ。第11、12ステージと違いゴール前は平坦基調。14km地点でアタックが決まり、ジョージ・ヒンカピー（チーム・コロンビア＝HTC）、ダニエーレ・ベンナーティ（リクイガス）など12人が逃げる展開に。メイン集団は逃げを容認しつつも、ヒンカピーとのタイム差（5分25秒差の総合28位）もあって、レース終盤からはリナルド・ノチェンティーニのマイヨ・ジョーヌを守りたいAg2rを中心に追撃を開始する。逃げ集団内でも徐々に揺さぶりが始まる中で、残り10km手前で一瞬の隙を突いたセルゲイ・イワノフ（カチューシャ）のアタックが決まり、そのまま独走でゴール。カチューシャにグランツールでの初勝利をもたらした。ヒンカピーを含む逃げ集団は16秒遅れでゴール。メイン集団は5分36秒遅れでのゴール。結局ヒンカピーは僅か5秒差でマイヨ・ジョーヌを取り逃がしてしまった。メイン集団の先頭はトル・フースホフトを抑えてマーク・カヴェンディッシュが取ったかと思われたが、レース後の審議の結果ゴール手前でコースがちょうど狭くなって仕方ない所ではあったが、ここでのコース変更がカヴェンディッシュが斜行してフースホフトの進路妨害を行ったと判定されて、カヴェンディッシュに降着処分が下された。カヴェンディッシュは得るはずだった13ポイントを丸々失い、フースホフトとのポイント差が18まで広がってしまった。敢闘賞はマルテイン・マースカント（ガーミン・スリップストリーム）が獲得している。

区間成績
| 順位 | 選手名                   | 国籍             | チーム                                     | 時間          |
| ---- | ------------------------ | ---------------- | ------------------------------------------ | ------------- |
| 1    | セルゲイ・イワノフ       | ロシア           | チーム・カチューシャ                       | 4時間37分46秒 |
| 2    | ニコラス・ロッシュ       | アイルランド     | AG2R                                       | +16秒         |
| 3    | ヘイデン・ラウルストン   | ニュージーランド | サーヴェロ・テストチーム                   | 同            |
| 4    | マルテイン・マースカント | オランダ         | ガーミン・スリップストリーム               | 同            |
| 5    | セバスティアン・ミナール | フランス         | コフィディス＝ル・クレディ・アン・リーニュ | 同            |
| 6    | ダニエーレ・リーギ       | イタリア         | ランプレ＝N.G.C                            | 同            |
| 7    | クリストフ・ル・メヴェル | フランス         | フランセーズ・デ・ジュー                   | 同            |
| 8    | ジョージ・ヒンカピー     | アメリカ合衆国   | チーム・コロンビア＝HTC                    | 同            |
| 9    | ダニエーレ・ベンナーティ | イタリア         | リクイガス                                 | 同            |
| 10   | ゲラルト・ツィオレック   | ドイツ           | チーム・ミルラム                           | +22秒         |
| 84   | 新城幸也                 | 日本             | Bボックス・ブイグテレコム                  | +5分36秒      |
| 86   | 別府史之                 | 日本             | スキル・シマノ                             | +5分36秒      |

総合成績
| 順位 | 選手名                           | 国籍           | チーム                                 | 時間           |
| ---- | -------------------------------- | -------------- | -------------------------------------- | -------------- |
| 1    | リナルド・ノチェンティーニ       | イタリア       | アージェードゥーゼル・ラ・モンディアル | 58時間13分52秒 |
| 2    | ジョージ・ヒンカピー             | アメリカ合衆国 | チーム・コロンビア＝HTC                | +05秒          |
| 3    | アルベルト・コンタドール         | スペイン       | アスタナ                               | +06秒          |
| 4    | ランス・アームストロング         | アメリカ合衆国 | アスタナ                               | +08秒          |
| 5    | クリストフ・ル・メヴェル         | フランス       | フランセーズ・デ・ジュー               | +43秒          |
| 6    | ブラッドリー・ウィギンス         | イギリス       | ガーミン・スリップストリーム           | +46秒          |
| 7    | アンドレアス・クレーデン         | ドイツ         | アスタナ                               | +54秒          |
| 8    | トニー・マルティン               | ドイツ         | チーム・コロンビア＝HTC                | +1分00秒       |
| 9    | クリスティアン・ヴァンデヴェルデ | アメリカ合衆国 | ガーミン・スリップストリーム           | +1分24秒       |
| 10   | アンディ・シュレク               | ルクセンブルク | チーム・サクソバンク                   | +1分49秒       |
| 141  | 新城幸也                         | 日本           | Bボックス・ブイグテレコム              | +1時間34分57秒 |
| 144  | 別府史之                         | 日本           | スキル・シマノ                         | +1時間36分42秒 |

ポイント賞成績
| 順位 | 選手名                     | 国籍       | チーム                    | ポイント |
| ---- | -------------------------- | ---------- | ------------------------- | -------- |
| 1    | トル・フースホフト         | ノルウェー | サーヴェロ・テストチーム  | 218      |
| 2    | マーク・カヴェンディッシュ | イギリス   | チーム・コロンビア＝HTC   | 200      |
| 3    | ホセ・ホアキン・ロハス     | スペイン   | ケス・デパーニュ          | 126      |
| 45   | 新城幸也                   | 日本       | Bボックス・ブイグテレコム | 30       |
| 74   | 別府史之                   | 日本       | スキル・シマノ            | 18       |

山岳賞成績
| 順位 | 選手名                     | 国籍     | チーム                       | ポイント |
| ---- | -------------------------- | -------- | ---------------------------- | -------- |
| 1    | フランコ・ペッリツォッティ | イタリア | リクイガス                   | 98       |
| 2    | エゴイ・マルティネス       | スペイン | エウスカルテル・エウスカディ | 95       |
| 3    | ブリス・フェイユ           | フランス | アグリテュベル               | 64       |

新人賞部門
| 順位 | 選手名                   | 国籍           | チーム                    | 時間           |
| ---- | ------------------------ | -------------- | ------------------------- | -------------- |
| 1    | トニー・マルティン       | ドイツ         | チーム・コロンビア＝HTC   | 58時間14分52秒 |
| 2    | アンディ・シュレク       | ルクセンブルク | チーム・サクソバンク      | +49秒          |
| 3    | ヴィンチェンツォ・ニバリ | イタリア       | リクイガス                | +54秒          |
| 27   | 新城幸也                 | 日本           | Bボックス・ブイグテレコム | +1時間33分57秒 |

チーム時間賞
| 順位 | チーム                                 | 時間            |
| ---- | -------------------------------------- | --------------- |
| 1    | アージェードゥーゼル・ラ・モンディアル | 173時間02分28秒 |
| 2    | チーム・ミルラム                       | +16秒           |
| 3    | チーム・コロンビア＝HTC                | +4分45秒        |

敢闘賞選手
- マルテイン・マースカント（ オランダ・ガーミン・スリップストリーム）

## 第15ステージ
- 7月19日(日) ポンタルリエ －  ヴェルビエ 207.5km[7]

- アルプス第1ラウンドは、スタート直後のスイス入国後にツール初登場のヴェルビエ峠（カテゴリー1級）への今ツール2度目の山頂ゴール。前日夜からの体調不良のためトム・ボーネン（クイックステップ）が未出走で163人がスタート。序盤から動きが活発で平均速度が上がる中、80km地点でフアン・アントニオ・フレチャ（ラボバンク）、ファビアン・カンチェラーラ（サクソバンク）など10人の逃げがようやく決まり、メイン集団に最大4分半の差をつけて逃げる展開となる。メイン集団はアスタナが中心となってコントロールして徐々に逃げとのタイム差を縮め、逃げ集団からは残り21km地点でシモン・シュピラック（ランプレ）が飛び出して単独で逃げる展開でヴェルビエ峠の上りに突入。ここでサクソバンクがペースアップして一気に逃げを全員飲み込む。そしてマイヨ・ジョーヌのリナルド・ノチェンティーニやマイヨ・ブランのトニー・マルティン（チーム・コロンビア＝HTC）などが脱落。サクソバンクの牽きが落ち着いた残り5.8km地点でアルベルト・コンタドール（アスタナ）がアタック。食らいつこうとするアンディ・シュレク（サクソバンク）を一撃で置き去りにして独走状態に、最終的にA・シュレクに43秒の差をつけてヴェルビエ峠を制覇。ノチェンティーニが2分36秒遅れのステージ19位に終わったため、マイヨ・ジョーヌも手中に収めた。A・シュレクは2分13秒遅れのステージ12位に終わったマルティンからマイヨ・ブランを奪取している。 1分35秒遅れのステージ9位だったランス・アームストロング（アスタナ）が1分37秒差の総合2位、1分6秒遅れでステージ5位のブラッドリー・ウィギンス（ガーミン・スリップストリーム）が1分46秒差の総合3位にそれぞれ浮上。前年覇者のカルロス・サストレ（サーヴェロ・テストチーム）は1分6秒遅れのステージ6位、2年連続総合2位のカデル・エヴァンス（サイレンス・ロット）は1分26秒遅れのステージ7位で、総合ではサストレが3分25秒差の11位、エヴァンスが4分27秒差の14位。またデニス・メンショフ（ラボバンク）は6分27秒遅れのステージ65位と精彩を欠き、総合でも11分23秒差の29位に後退してダブルツール達成は絶望的となった。敢闘賞はシュピラックが獲得。また、ウラディミール・エフィムキン（Ag2r）が途中リタイアしている。

区間成績
| 順位 | 選手名                   | 国籍           | チーム                       | 時間          |
| ---- | ------------------------ | -------------- | ---------------------------- | ------------- |
| 1    | アルベルト・コンタドール | スペイン       | アスタナ                     | 5時間03分58秒 |
| 2    | アンディ・シュレク       | ルクセンブルク | チーム・サクソバンク         | +43秒         |
| 3    | ヴィンチェンツォ・ニバリ | イタリア       | リクイガス                   | +1分03秒      |
| 4    | フランク・シュレク       | ルクセンブルク | チーム・サクソバンク         | +1分06秒      |
| 5    | ブラッドリー・ウィギンス | イギリス       | ガーミン・スリップストリーム | 同            |
| 6    | カルロス・サストレ       | スペイン       | サーヴェロ・テストチーム     | 同            |
| 7    | カデル・エヴァンス       | オーストラリア | サイレンス・ロット           | +1分26秒      |
| 8    | アンドレアス・クレーデン | ドイツ         | アスタナ                     | +1分29秒      |
| 9    | ランス・アームストロング | アメリカ合衆国 | アスタナ                     | +1分35秒      |
| 10   | キム・キルシェン         | ルクセンブルク | チーム・コロンビア＝HTC      | +1分55秒      |
| 57   | 別府史之                 | 日本           | スキル・シマノ               | +5分52秒      |
| 147  | 新城幸也                 | 日本           | Bボックス・ブイグテレコム    | +18分12秒     |

総合成績
| 順位 | 選手名                           | 国籍           | チーム                                 | 時間           |
| ---- | -------------------------------- | -------------- | -------------------------------------- | -------------- |
| 1    | アルベルト・コンタドール         | スペイン       | アスタナ                               | 63時間17分56秒 |
| 2    | ランス・アームストロング         | アメリカ合衆国 | アスタナ                               | +1分37秒       |
| 3    | ブラッドリー・ウィギンス         | イギリス       | ガーミン・スリップストリーム           | +1分46秒       |
| 4    | アンドレアス・クレーデン         | ドイツ         | アスタナ                               | +2分17秒       |
| 5    | アンディ・シュレク               | ルクセンブルク | チーム・サクソバンク                   | +2分26秒       |
| 6    | リナルド・ノチェンティーニ       | イタリア       | アージェードゥーゼル・ラ・モンディアル | +2分30秒       |
| 7    | ヴィンチェンツォ・ニバリ         | イタリア       | リクイガス                             | +2分51秒       |
| 8    | トニー・マルティン               | ドイツ         | チーム・コロンビア＝HTC                | +3分07秒       |
| 9    | クリストフ・ル・メヴェル         | フランス       | フランセーズ・デ・ジュー               | +3分09秒       |
| 10   | フランク・シュレク               | ルクセンブルク | チーム・サクソバンク                   | +3分25秒       |
| 11   | カルロス・サストレ               | スペイン       | サーヴェロ・テストチーム               | +3分52秒       |
| 12   | クリスティアン・ヴァンデヴェルデ | アメリカ合衆国 | ガーミン・スリップストリーム           | +3分59秒       |
| 13   | ジョージ・ヒンカピー             | アメリカ合衆国 | チーム・コロンビア＝HTC                | +4分05秒       |
| 14   | カデル・エヴァンス               | オーストラリア | サイレンス・ロット                     | +4分27秒       |
| 15   | マキシム・モンフォール           | ベルギー       | チーム・コロンビア＝HTC                | +4分38秒       |
| 16   | ロマン・クロイツィガー           | チェコ         | リクイガス                             | +4分40秒       |
| 17   | キム・キルシェン                 | ルクセンブルク | チーム・コロンビア＝HTC                | +5分05秒       |
| 18   | ルイス・レオン・サンチェス       | スペイン       | ケス・デパーニュ                       | +5分27秒       |
| 19   | ミケル・アスタルロサ             | スペイン       | エウスカルテル・エウスカディ           | +5分37秒       |
| 20   | ウラディミール・カルペツ         | ロシア         | チーム・カチューシャ                   | +5分56秒       |
| 129  | 別府史之                         | 日本           | スキル・シマノ                         | +1時間42分28秒 |
| 143  | 新城幸也                         | 日本           | Bボックス・ブイグテレコム              | +1時間53分03秒 |

ポイント賞成績
| 順位 | 選手名                     | 国籍       | チーム                    | ポイント |
| ---- | -------------------------- | ---------- | ------------------------- | -------- |
| 1    | トル・フースホフト         | ノルウェー | サーヴェロ・テストチーム  | 218      |
| 2    | マーク・カヴェンディッシュ | イギリス   | チーム・コロンビア＝HTC   | 200      |
| 3    | ホセ・ホアキン・ロハス     | スペイン   | ケス・デパーニュ          | 126      |
| 47   | 新城幸也                   | 日本       | Bボックス・ブイグテレコム | 30       |
| 75   | 別府史之                   | 日本       | スキル・シマノ            | 18       |

山岳賞成績
| 順位 | 選手名                     | 国籍     | チーム                       | ポイント |
| ---- | -------------------------- | -------- | ---------------------------- | -------- |
| 1    | フランコ・ペッリツォッティ | イタリア | リクイガス                   | 109      |
| 2    | エゴイ・マルティネス       | スペイン | エウスカルテル・エウスカディ | 101      |
| 3    | ピエリック・フェドリゴ     | フランス | Bボックス・ブイグテレコム    | 65       |

新人賞部門
| 順位 | 選手名                   | 国籍           | チーム                    | 時間           |
| ---- | ------------------------ | -------------- | ------------------------- | -------------- |
| 1    | アンディ・シュレク       | ルクセンブルク | チーム・サクソバンク      | 63時間20分22秒 |
| 2    | ヴィンチェンツォ・ニバリ | イタリア       | リクイガス                | +25秒          |
| 3    | トニー・マルティン       | ドイツ         | チーム・コロンビア＝HTC   | +41秒          |
| 28   | 新城幸也                 | 日本           | Bボックス・ブイグテレコム | +1時間50分37秒 |

チーム時間賞
| 順位 | チーム                                 | 時間            |
| ---- | -------------------------------------- | --------------- |
| 1    | アスタナ                               | 188時間22分49秒 |
| 2    | アージェードゥーゼル・ラ・モンディアル | +1分17秒        |
| 3    | チーム・サクソバンク                   | +2分14秒        |

敢闘賞選手
- シモン・シュピラック （ スロベニア、ランプレ・N.G.C）

## 第16ステージ
- 7月21日(火)  マルティニー － ブール＝サン＝モリス 160km[9]

- 2度目の休息日明けのアルプス第2ラウンドは、グラン、プチ・サン・ベルナール峠（それぞれカテゴリー超級・1級）の上りと下りをこなすだけという、単純かつ難度の高いコースレイアウト。スタート直後に形成された21人の逃げ集団からさらに飛び出した山岳賞のフランコ・ペッリツォッティとウラディミール・カルペツ（カチューシャ）の2人が先頭で逃げる展開となってグラン・サン・ベルナール峠を通過。一旦追走集団に吸収された後、プチ・サン・ベルナール峠の上りで再びペッリツォッティがアタック。今度はミケル・アスタルロサ（エウスカルテル）、ユルヘン・ファンデンブルック（サイレンス・ロット）、アマエル・モワナール（コフィディス）の3人と共にプチ・サン・ベルナール峠を通過。後続のサンディ・カザール（フランセーズ・デ・ジュー）ら4人が15秒前後の差で追いかけるという緊迫の展開で下りに突入する。メイン集団ではプチ・サン・ベルナール峠の上りでサクソバンクのペースアップからアンディ・シュレクがアタックするが決まらず、一時はランス・アームストロング（アスタナ）が脱落か？と思われたがなんと単独で復帰し、誰もが目が点になるシーンも見られた、その後動きはなく集団のまま下りに入る。しかしカデル・エヴァンスが脱落。逃げ集団では追走に追いつかれかけた残り2kmでアスタルロサが絶妙のアタックを決め、後続に6秒差をつけてグランツール初勝利を挙げた。サンディ・カザールは追走集団の頭こそ取ったものの、悔しいツール6度目の2位を味わうこととなる。メイン集団は59秒差でフィニッシュ。総合争いに大きな動きは無かったが、エヴァンスは3分55秒遅れのステージ46位に終わり、総合でも7分23秒差の17位まで後退。総合優勝は絶望的となった。ペッリツォッティは1日で山岳ポイントを50ポイント稼いでマイヨ・グランペールは安泰、さらに2度目の敢闘賞も受賞した。またイェンス・フォイクト（サクソバンク）がプチ・サン・ベルナール峠の下りで落車。右頬を骨折し、一時意識不明となる重傷を負ってリタイアとなってしまった。

区間成績
| 順位 | 選手名                       | 国籍         | チーム                                     | 時間          |
| ---- | ---------------------------- | ------------ | ------------------------------------------ | ------------- |
| 1    | ミケル・アスタルロサ         | スペイン     | エウスカルテル・エウスカディ               | 4時間14分20秒 |
| 2    | サンディ・カザール           | フランス     | フランセーズ・デ・ジュー                   | +06秒         |
| 3    | ピエリック・フェドリゴ       | フランス     | Bボックス・ブイグテレコム                  | 同            |
| 4    | ニコラス・ロッシュ           | アイルランド | AG2R                                       | 同            |
| 5    | ユルヘン・ファンデンブルック | ベルギー     | サイレンス・ロット                         | 同            |
| 6    | アマエル・モワナール         | フランス     | コフィディス＝ル・クレディ・アン・リーニュ | 同            |
| 7    | フランコ・ペッリツォッティ   | イタリア     | リクイガス                                 | +11秒         |
| 8    | ステファーヌ・グベール       | フランス     | AG2R                                       | 同            |
| 9    | クリストフ・モロー           | フランス     | アグリテュベル                             | +59秒         |
| 10   | アルベルト・コンタドール     | スペイン     | アスタナ                                   | 同            |
| 81   | 新城幸也                     | 日本         | Bボックス・ブイグテレコム                  | +16分40秒     |
| 142  | 別府史之                     | 日本         | スキル・シマノ                             | +25分33秒     |

総合成績
| 順位 | 選手名                           | 国籍           | チーム                       | 時間           |
| ---- | -------------------------------- | -------------- | ---------------------------- | -------------- |
| 1    | アルベルト・コンタドール         | スペイン       | アスタナ                     | 67時間33分15秒 |
| 2    | ランス・アームストロング         | アメリカ合衆国 | アスタナ                     | +1分37秒       |
| 3    | ブラッドリー・ウィギンス         | イギリス       | ガーミン・スリップストリーム | +1分46秒       |
| 4    | アンドレアス・クレーデン         | ドイツ         | アスタナ                     | +2分17秒       |
| 5    | アンディ・シュレク               | ルクセンブルク | チーム・サクソバンク         | +2分26秒       |
| 6    | ヴィンチェンツォ・ニバリ         | イタリア       | リクイガス                   | +2分51秒       |
| 7    | クリストフ・ル・メヴェル         | フランス       | フランセーズ・デ・ジュー     | +3分09秒       |
| 8    | フランク・シュレク               | ルクセンブルク | チーム・サクソバンク         | +3分25秒       |
| 9    | カルロス・サストレ               | スペイン       | サーヴェロ・テストチーム     | +3分52秒       |
| 10   | クリスティアン・ヴァンデヴェルデ | アメリカ合衆国 | ガーミン・スリップストリーム | +3分59秒       |
| 130  | 別府史之                         | 日本           | スキル・シマノ               | +2時間07分02秒 |
| 133  | 新城幸也                         | 日本           | Bボックス・ブイグテレコム    | +2時間08分44秒 |

ポイント賞成績
| 順位 | 選手名                     | 国籍       | チーム                    | ポイント |
| ---- | -------------------------- | ---------- | ------------------------- | -------- |
| 1    | トル・フースホフト         | ノルウェー | サーヴェロ・テストチーム  | 218      |
| 2    | マーク・カヴェンディッシュ | イギリス   | チーム・コロンビア＝HTC   | 200      |
| 3    | ホセ・ホアキン・ロハス     | スペイン   | ケス・デパーニュ          | 126      |
| 51   | 新城幸也                   | 日本       | Bボックス・ブイグテレコム | 30       |
| 76   | 別府史之                   | 日本       | スキル・シマノ            | 18       |

山岳賞成績
| 順位 | 選手名                     | 国籍     | チーム                       | ポイント |
| ---- | -------------------------- | -------- | ---------------------------- | -------- |
| 1    | フランコ・ペッリツォッティ | イタリア | リクイガス                   | 159      |
| 2    | エゴイ・マルティネス       | スペイン | エウスカルテル・エウスカディ | 101      |
| 3    | ピエリック・フェドリゴ     | フランス | Bボックス・ブイグテレコム    | 97       |

新人賞部門
| 順位 | 選手名                   | 国籍           | チーム                    | 時間           |
| ---- | ------------------------ | -------------- | ------------------------- | -------------- |
| 1    | アンディ・シュレク       | ルクセンブルク | チーム・サクソバンク      | 67時間35分41秒 |
| 2    | ヴィンチェンツォ・ニバリ | イタリア       | リクイガス                | +25秒          |
| 3    | ロマン・クロイツィガー   | チェコ         | リクイガス                | +2分14秒       |
| 24   | 新城幸也                 | 日本           | Bボックス・ブイグテレコム | +2時間06分18秒 |

チーム時間賞
| 順位 | チーム                                 | 時間            |
| ---- | -------------------------------------- | --------------- |
| 1    | アスタナ                               | 201時間08分46秒 |
| 2    | アージェードゥーゼル・ラ・モンディアル | +2分32秒        |
| 3    | ガーミン・スリップストリーム           | +5分54秒        |

敢闘賞選手
- フランコ・ペッリツォッティ （ イタリア、リクイガス）

## 第17ステージ
- 7月22日(水) ブール＝サン＝モリス － ル・グラン＝ボルナン 169.5km[11]

- アルプス第3ラウンドは超級山岳こそ無いものの、4つの1級山岳と1つの2級山岳をこなすという今ツール屈指の厳しいコースレイアウト。0km地点からアタックが相次いだ末に、連日逃げを見せている山岳賞のフランコ・ペッリツォッティやデニス・メンショフなど15人がまず逃げを決めて最初のロズラン峠を通過。後続では山頂直前でマイヨ・ヴェールのトル・フースホフトがアタック。下りで逃げ集団を一気にぶち抜いて単独で逃げる展開に。そのままセジエー峠、アラシュ峠を先頭で通過し、途中の中間スプリントポイント2つももちろん1位通過で計12ポイントを稼ぐことに成功した。その後、メイン集団も加速してロム峠に突入、一気に逃げを全員吸収する。さらに アンディ・シュレクのアタックで先頭集団はフランク、アンディのシュレク兄弟のサクソバンク勢2人とマイヨ・ジョーヌのアルベルト・コンタドール、アンドレアス・クレーデンのアスタナ勢2人に絞られ、これをランス・アームストロング、ブラッドリー・ウィギンス、クリスティアン・ヴァンデヴェルデ（ガーミン・スリップストリーム）、ヴィンチェンツォ・ニバリ（リクイガス）の4人が追う展開となってロム峠を通過、少し下って最後の山岳コロンビエール峠に突入。山頂手前でメイン集団からコンタドールがアタック。シュレク兄弟は反応したが、クレーデンが遅れてしまい、3人で山頂を通過して下りに入る。ヴァンデヴェルデが脱落した後続集団でもアームストロングがアタックしてウィギンスを振り切り単独で山頂を通過する。先頭集団はコンタドールが優勝を譲る格好となって、フランクが先頭でゴール。2006年のラルプ・デュエズ以来のツール2勝目となった。後続では下りでニバリがアームストロングに追いついて、最後は失速したクレーデンをかわす格好で2分18秒遅れのステージ4位、5位。クレーデンは2分27秒遅れのステージ6位、ウィギンスは3分7秒遅れのステージ7位だった。総合ではコンタドールがもちろんマイヨ・ジョーヌをキープ。シュレク兄弟が2位、3位に浮上。アームストロングが4位に落ち、以下クレーデン、ウィギンス、ニバリと続く展開となった。フースホフトはマーク・カヴェンディッシュとのポイント差を30まで広げてマイヨ・ヴェールを大きく手繰り寄せ、さらに敢闘賞も獲得。ソツなく山岳ポイントを稼いだペッリツォッティもマイヨ・グランペールをキープ。新人賞もアンディが問題なくキープしている。厳しいステージということもあってホセ・アンヘル・ゴメス・マルチャンテ（サーヴェロ・テストチーム）、シリル・デセル（Ag2r）、ケニー・ファンヒュメル（スキル・シマノ）の3人が途中リタイアで、完走は158人だった。

区間成績
| 順位 | 選手名                           | 国籍           | チーム                                     | 時間          |
| ---- | -------------------------------- | -------------- | ------------------------------------------ | ------------- |
| 1    | フランク・シュレク               | ルクセンブルク | チーム・サクソバンク                       | 4時間53分54秒 |
| 2    | アルベルト・コンタドール         | スペイン       | アスタナ                                   | 同            |
| 3    | アンディ・シュレク               | ルクセンブルク | チーム・サクソバンク                       | 同            |
| 4    | ヴィンチェンツォ・ニバリ         | イタリア       | リクイガス                                 | +2分18秒      |
| 5    | ランス・アームストロング         | アメリカ合衆国 | アスタナ                                   | 同            |
| 6    | アンドレアス・クレーデン         | ドイツ         | アスタナ                                   | +2分27秒      |
| 7    | ブラッドリー・ウィギンス         | イギリス       | ガーミン・スリップストリーム               | +3分07秒      |
| 8    | クリストフ・モロー               | フランス       | アグリテュベル                             | +4分09秒      |
| 9    | クリスティアン・ヴァンデヴェルデ | アメリカ合衆国 | ガーミン・スリップストリーム               | 同            |
| 10   | レミ・ポリオル                   | フランス       | コフィディス＝ル・クレディ・アン・リーニュ | +6分10秒      |
| 77   | 別府史之                         | 日本           | スキル・シマノ                             | +29分43秒     |
| 151  | 新城幸也                         | 日本           | Bボックス・ブイグテレコム                  | +35分47秒     |

総合成績
| 順位 | 選手名                           | 国籍           | チーム                       | 時間           |
| ---- | -------------------------------- | -------------- | ---------------------------- | -------------- |
| 1    | アルベルト・コンタドール         | スペイン       | アスタナ                     | 72時間27分09秒 |
| 2    | アンディ・シュレク               | ルクセンブルク | チーム・サクソバンク         | +2分26秒       |
| 3    | フランク・シュレク               | ルクセンブルク | チーム・サクソバンク         | +3分25秒       |
| 4    | ランス・アームストロング         | アメリカ合衆国 | アスタナ                     | +3分55秒       |
| 5    | アンドレアス・クレーデン         | ドイツ         | アスタナ                     | +4分44秒       |
| 6    | ブラッドリー・ウィギンス         | イギリス       | ガーミン・スリップストリーム | +4分53秒       |
| 7    | ヴィンチェンツォ・ニバリ         | イタリア       | リクイガス                   | +5分09秒       |
| 8    | クリスティアン・ヴァンデヴェルデ | アメリカ合衆国 | ガーミン・スリップストリーム | +8分08秒       |
| 9    | クリストフ・ル・メヴェル         | フランス       | フランセーズ・デ・ジュー     | +9分19秒       |
| 10   | ミケル・アスタルロサ             | スペイン       | エウスカルテル・エウスカディ | +10分50秒      |
| 126  | 別府史之                         | 日本           | スキル・シマノ               | +2時間36分45秒 |
| 134  | 新城幸也                         | 日本           | Bボックス・ブイグテレコム    | +2時間44分31秒 |

ポイント賞成績
| 順位 | 選手名                     | 国籍       | チーム                    | ポイント |
| ---- | -------------------------- | ---------- | ------------------------- | -------- |
| 1    | トル・フースホフト         | ノルウェー | サーヴェロ・テストチーム  | 230      |
| 2    | マーク・カヴェンディッシュ | イギリス   | チーム・コロンビア＝HTC   | 200      |
| 3    | ホセ・ホアキン・ロハス     | スペイン   | ケス・デパーニュ          | 126      |
| 54   | 新城幸也                   | 日本       | Bボックス・ブイグテレコム | 30       |
| 76   | 別府史之                   | 日本       | スキル・シマノ            | 18       |

山岳賞成績
| 順位 | 選手名                     | 国籍     | チーム                       | ポイント |
| ---- | -------------------------- | -------- | ---------------------------- | -------- |
| 1    | フランコ・ペッリツォッティ | イタリア | リクイガス                   | 196      |
| 2    | エゴイ・マルティネス       | スペイン | エウスカルテル・エウスカディ | 118      |
| 3    | ピエリック・フェドリゴ     | フランス | Bボックス・ブイグテレコム    | 97       |

新人賞部門
| 順位 | 選手名                   | 国籍           | チーム                    | 時間           |
| ---- | ------------------------ | -------------- | ------------------------- | -------------- |
| 1    | アンディ・シュレク       | ルクセンブルク | チーム・サクソバンク      | 72時間29分35秒 |
| 2    | ヴィンチェンツォ・ニバリ | イタリア       | リクイガス                | +2分43秒       |
| 3    | ロマン・クロイツィガー   | チェコ         | リクイガス                | +8分26秒       |
| 24   | 新城幸也                 | 日本           | Bボックス・ブイグテレコム | +2時間42分05秒 |

チーム時間賞
| 順位 | チーム                                 | 時間            |
| ---- | -------------------------------------- | --------------- |
| 1    | アスタナ                               | 215時間55分13秒 |
| 2    | ガーミン・スリップストリーム           | +16分12秒       |
| 3    | アージェードゥーゼル・ラ・モンディアル | +16分33秒       |

敢闘賞選手
- トル・フースホフト （ ノルウェー、サーヴェロ・テストチーム）

## 第18ステージ
- 7月23日(木) アヌシー（アヌシー湖周回）（個人タイムトライアル） 40.5km[13]

- アヌシー湖畔を1周する今ツール2回目にして最後の個人TT。コース後半には3級山岳も設定されている。まず19番スタートのミハイル・イグナティエフ（カチューシャ）が48分46秒の好タイムをたたき出してトップに。これを77番スタートのファビアン・カンチェラーラが3級山岳の下りで驚異的な速さを発揮して12秒更新。しかし、最終158番スタートのマイヨ・ジョーヌのアルベルト・コンタドールが序盤から快調な走りを見せると、最後はカンチェラーラのタイムを3秒更新。ステージ優勝と共に、マイヨ・ジョーヌをさらに確固たるものとした。総合上位陣ではアンディ・シュレクが1分44秒遅れの21位にまとめて総合2位をキープし、マイヨ・ブランももちろんキープ。ランス・アームストロングは1分26秒遅れの16位とやや精彩を欠いたが総合3位に浮上。ブラッドリー・ウィギンスも後半伸びずに42秒遅れの6位に終わったが総合4位に浮上。アンドレアス・クレーデンは53秒遅れの9位で総合5位をキープ。前日まで総合3位のフランク・シュレクが2分34秒遅れの35位と崩れて総合6位に後退。しかし3位のアームストロングから6位のフランクまでわずか31秒差という大混戦。個人TTということもあって、他賞も動きは無かった。

区間成績
| 順位 | 選手名                     | 国籍           | チーム                       | 時間     |
| ---- | -------------------------- | -------------- | ---------------------------- | -------- |
| 1    | アルベルト・コンタドール   | スペイン       | アスタナ                     | 48分30秒 |
| 2    | ファビアン・カンチェラーラ | スイス         | チーム・サクソバンク         | +03秒    |
| 3    | ミハイル・イグナティエフ   | ロシア         | チーム・カチューシャ         | +15秒    |
| 4    | グスタヴ・ラルソン         | スウェーデン   | チーム・サクソバンク         | +33秒    |
| 5    | デヴィッド・ミラー         | イギリス       | ガーミン・スリップストリーム | +41秒    |
| 6    | ブラッドリー・ウィギンス   | イギリス       | ガーミン・スリップストリーム | +41秒    |
| 7    | ルイス・レオン・サンチェス | スペイン       | ケス・デパーニュ             | +44秒    |
| 8    | クリストフ・モロー         | フランス       | アグリテュベル               | +45秒    |
| 9    | アンドレアス・クレーデン   | ドイツ         | アスタナ                     | +54秒    |
| 10   | デヴィッド・ザブリスキー   | アメリカ合衆国 | ガーミン・スリップストリーム | +1分02秒 |
| 78   | 別府史之                   | 日本           | スキル・シマノ               | +4分11秒 |
| 112  | 新城幸也                   | 日本           | Bボックス・ブイグテレコム    | +5分05秒 |

総合成績
| 順位 | 選手名                           | 国籍           | チーム                       | 時間           |
| ---- | -------------------------------- | -------------- | ---------------------------- | -------------- |
| 1    | アルベルト・コンタドール         | スペイン       | アスタナ                     | 73時間15分39秒 |
| 2    | アンディ・シュレク               | ルクセンブルク | チーム・サクソバンク         | +4分11秒       |
| 3    | ランス・アームストロング         | アメリカ合衆国 | アスタナ                     | +5分25秒       |
| 4    | ブラッドリー・ウィギンス         | イギリス       | ガーミン・スリップストリーム | +5分36秒       |
| 5    | アンドレアス・クレーデン         | ドイツ         | アスタナ                     | +5分38秒       |
| 6    | フランク・シュレク               | ルクセンブルク | チーム・サクソバンク         | +5分59秒       |
| 7    | ヴィンチェンツォ・ニバリ         | イタリア       | リクイガス                   | +7分15秒       |
| 8    | クリスティアン・ヴァンデヴェルデ | アメリカ合衆国 | ガーミン・スリップストリーム | +10分08秒      |
| 9    | ミケル・アスタルロサ             | スペイン       | エウスカルテル・エウスカディ | +12分38秒      |
| 10   | クリストフ・ル・メヴェル         | フランス       | フランセーズ・デ・ジュー     | +12分41秒      |
| 11   | ウラディミール・カルペツ         | ロシア         | チーム・カチューシャ         | +13分36秒      |
| 12   | ロマン・クロイツィガー           | チェコ         | リクイガス                   | +14分08秒      |
| 13   | サンディ・カザール               | フランス       | フランセーズ・デ・ジュー     | +14分37秒      |
| 14   | カルロス・サストレ               | スペイン       | サーヴェロ・テストチーム     | +15分26秒      |
| 15   | リナルド・ノチェンティーニ       | イタリア       | AG2R                         | +15分27秒      |
| 16   | ステファーヌ・グベール           | フランス       | AG2R                         | +19分47秒      |
| 17   | ユルヘン・ファンデンブルック     | ベルギー       | サイレンス・ロット           | +19分49秒      |
| 18   | アレクサンドル・ボチャロフ       | ロシア         | チーム・カチューシャ         | +24分26秒      |
| 19   | ブリス・フェイユ                 | フランス       | アグリテュベル               | +25分58秒      |
| 20   | シルヴァン・シャヴァネル         | フランス       | クイックステップ             | +27分05秒      |
| 126  | 別府史之                         | 日本           | スキル・シマノ               | +2時間40分56秒 |
| 135  | 新城幸也                         | 日本           | Bボックス・ブイグテレコム    | +2時間49分36秒 |

ポイント賞成績
| 順位 | 選手名                     | 国籍       | チーム                    | ポイント |
| ---- | -------------------------- | ---------- | ------------------------- | -------- |
| 1    | トル・フースホフト         | ノルウェー | サーヴェロ・テストチーム  | 230      |
| 2    | マーク・カヴェンディッシュ | イギリス   | チーム・コロンビア＝HTC   | 200      |
| 3    | ホセ・ホアキン・ロハス     | スペイン   | ケス・デパーニュ          | 126      |
| 54   | 新城幸也                   | 日本       | Bボックス・ブイグテレコム | 30       |
| 76   | 別府史之                   | 日本       | スキル・シマノ            | 18       |

山岳賞成績
| 順位 | 選手名                     | 国籍     | チーム                       | ポイント |
| ---- | -------------------------- | -------- | ---------------------------- | -------- |
| 1    | フランコ・ペッリツォッティ | イタリア | リクイガス                   | 196      |
| 2    | エゴイ・マルティネス       | スペイン | エウスカルテル・エウスカディ | 118      |
| 3    | ピエリック・フェドリゴ     | フランス | Bボックス・ブイグテレコム    | 99       |

新人賞部門
| 順位 | 選手名                   | 国籍           | チーム                    | 時間           |
| ---- | ------------------------ | -------------- | ------------------------- | -------------- |
| 1    | アンディ・シュレク       | ルクセンブルク | チーム・サクソバンク      | 73時間19分50秒 |
| 2    | ヴィンチェンツォ・ニバリ | イタリア       | リクイガス                | +3分04秒       |
| 3    | ロマン・クロイツィガー   | チェコ         | リクイガス                | +9分57秒       |
| 25   | 新城幸也                 | 日本           | Bボックス・ブイグテレコム | +2時間45分25秒 |

チーム時間賞
| 順位 | チーム                                 | 時間            |
| ---- | -------------------------------------- | --------------- |
| 1    | アスタナ                               | 218時間23分07秒 |
| 2    | ガーミン・スリップストリーム           | +16分14秒       |
| 3    | アージェードゥーゼル・ラ・モンディアル | +23分45秒       |

## 第19ステージ
- 7月24日(金) ブルゴワン＝ジャイユー － オブナ 178km[15]

- アルプスから最終決戦の地モン・ヴァントゥへと向かう移動ステージだが、ゴール手前16km地点に2級山岳が設定されているなど一筋縄ではいかないコースレイアウト。序盤から活発にアタックが起こってカデル・エヴァンス、ダニエーレ・ベンナーティなど19人が逃げる展開となる。しかしオスカル・フレイレに勝たせたいラボバンクが逃げを容認せず差は思うように広がらない。逃げ集団もアタックでレオナルド・ドゥケ（コフィディス）、デヴィッド・ミラー（ガーミン・スリップストリーム）、ヤロスラフ・ポポヴィッチ（アスタナ）、ホセ・ルイス・アリエタ（Ag2r）、ホセ・イバン・グティエレス（ケス・デパーニュ）の5人が飛び出すが、ラボバンク、さらにランプレとミルラムも加わったメイン集団の追撃に敢え無く山岳手前で全員が吸収される。その後山岳の上りでローラン・ルフェーヴル（ブイグテレコム）、続いてマイヨ・アルカンシエルのアレッサンドロ・バッラン（ランプレ）が飛び出して山頂を通過。残り1.5km付近まで懸命に逃げたが吸収。下りでルイス・レオン・サンチェス（ケス・デパーニュ）がアタックをかけるもこれも不発に終わり中集団スプリントに。最後は上りに耐え抜いたマーク・カヴェンディッシュがスプリントを制して昨年を越えるステージ5勝目。トル・フースホフトはカヴェンディッシュをきっちりマークしてステージ2位。ポイント差を5ポイントしか縮めさせずにパリ・シャンゼリゼでのマイヨ・ヴェールが見えてきた。フレイレはステージ5位。別府史之（スキル・シマノ）がステージ7位に入って自身のツール最高順位を1つ更新した。フランコ・ペッリツォッティは事実上マイヨ・グランペールが確定。総合・新人賞争いはランス・アームストロングが他選手に対して4秒のアドバンテージを得たくらいで大きな動き無し。敢闘賞はドゥケが獲得した。平均速度46km超えというハイペースの展開もあってアメツ・チュルカ、アラン・ペレス（共にエウスカルテル）の2人がタイムアウト。156人がモン・ヴァントゥに挑むこととなった。

区間成績
| 順位 | 選手名                       | 国籍         | チーム                       | 時間          |
| ---- | ---------------------------- | ------------ | ---------------------------- | ------------- |
| 1    | マーク・カヴェンディッシュ   | イギリス     | チーム・コロンビア＝HTC      | 3時間50分35秒 |
| 2    | トル・フースホフト           | ノルウェー   | サーヴェロ・テストチーム     | 同            |
| 3    | ゲラルト・ツィオレック       | ドイツ       | チーム・ミルラム             | 同            |
| 4    | フレフ・ファンアヴェルマート | ベルギー     | サイレンス・ロット           | 同            |
| 5    | オスカル・フレイレ           | スペイン     | ラボバンク                   | 同            |
| 6    | ジェローム・ピノー           | フランス     | クイックステップ             | 同            |
| 7    | 別府史之                     | 日本         | スキル・シマノ               | 同            |
| 8    | ニコラス・ロッシュ           | アイルランド | AG2R                         | 同            |
| 9    | クリストフ・ル・メヴェル     | フランス     | フランセーズ・デ・ジュー     | 同            |
| 10   | マルテイン・マースカント     | オランダ     | ガーミン・スリップストリーム | 同            |
| 55   | 新城幸也                     | 日本         | Bボックス・ブイグテレコム    | +2分01秒      |

総合成績
| 順位 | 選手名                           | 国籍           | チーム                       | 時間           |
| ---- | -------------------------------- | -------------- | ---------------------------- | -------------- |
| 1    | アルベルト・コンタドール         | スペイン       | アスタナ                     | 77時間06分18秒 |
| 2    | アンディ・シュレク               | ルクセンブルク | チーム・サクソバンク         | +4分11秒       |
| 3    | ランス・アームストロング         | アメリカ合衆国 | アスタナ                     | +5分21秒       |
| 4    | ブラッドリー・ウィギンス         | イギリス       | ガーミン・スリップストリーム | +5分36秒       |
| 5    | アンドレアス・クレーデン         | ドイツ         | アスタナ                     | +5分38秒       |
| 6    | フランク・シュレク               | ルクセンブルク | チーム・サクソバンク         | +5分59秒       |
| 7    | ヴィンチェンツォ・ニバリ         | イタリア       | リクイガス                   | +7分15秒       |
| 8    | クリスティアン・ヴァンデヴェルデ | アメリカ合衆国 | ガーミン・スリップストリーム | +10分08秒      |
| 9    | クリストフ・ル・メヴェル         | フランス       | フランセーズ・デ・ジュー     | +12分37秒      |
| 10   | ミケル・アスタルロサ             | スペイン       | エウスカルテル・エウスカディ | +12分38秒      |
| 116  | 別府史之                         | 日本           | スキル・シマノ               | +2時間40分52秒 |
| 126  | 新城幸也                         | 日本           | Bボックス・ブイグテレコム    | +2時間51分33秒 |

ポイント賞成績
| 順位 | 選手名                     | 国籍       | チーム                    | ポイント |
| ---- | -------------------------- | ---------- | ------------------------- | -------- |
| 1    | トル・フースホフト         | ノルウェー | サーヴェロ・テストチーム  | 260      |
| 2    | マーク・カヴェンディッシュ | イギリス   | チーム・コロンビア＝HTC   | 235      |
| 3    | ゲラルト・ツィオレック     | ドイツ     | チーム・ミルラム          | 148      |
| 50   | 別府史之                   | 日本       | スキル・シマノ            | 37       |
| 58   | 新城幸也                   | 日本       | Bボックス・ブイグテレコム | 30       |

山岳賞成績
| 順位 | 選手名                     | 国籍     | チーム                       | ポイント |
| ---- | -------------------------- | -------- | ---------------------------- | -------- |
| 1    | フランコ・ペッリツォッティ | イタリア | リクイガス                   | 196      |
| 2    | エゴイ・マルティネス       | スペイン | エウスカルテル・エウスカディ | 135      |
| 3    | ピエリック・フェドリゴ     | フランス | Bボックス・ブイグテレコム    | 99       |

新人賞部門
| 順位 | 選手名                   | 国籍           | チーム                    | 時間           |
| ---- | ------------------------ | -------------- | ------------------------- | -------------- |
| 1    | アンディ・シュレク       | ルクセンブルク | チーム・サクソバンク      | 77時間10分29秒 |
| 2    | ヴィンチェンツォ・ニバリ | イタリア       | リクイガス                | +3分04秒       |
| 3    | ロマン・クロイツィガー   | チェコ         | リクイガス                | +9分57秒       |
| 24   | 新城幸也                 | 日本           | Bボックス・ブイグテレコム | +2時間47分22秒 |

チーム時間賞
| 順位 | チーム                                 | 時間            |
| ---- | -------------------------------------- | --------------- |
| 1    | アスタナ                               | 229時間55分00秒 |
| 2    | ガーミン・スリップストリーム           | +16分14秒       |
| 3    | アージェードゥーゼル・ラ・モンディアル | +23分45秒       |

敢闘賞選手
- レオナルド・ドゥケ（ コロンビア、コフィディス＝ル・クレディ・アン・リーニュ）

## 第20ステージ
- 7月25日(土) モンテリマール － モン・ヴァントゥ 167km[17]

- ツール7年ぶりに登場の「魔の山」モン・ヴァントゥがマイヨ・ジョーヌ争いの選手たちに最後の審判を下す。スタート直後のアタックで13人が、さらに25km地点で3人が加わって16人が逃げ集団を形成、メイン集団に最大で11分近い差をつけて逃げる展開に。その後はアスタナ、サクソバンクがメイン集団を強力に牽引。最終的に逃げ集団との差を約4分まで縮めていよいよモン・ヴァントゥに突入。逃げ集団はフアン・マヌエル・ガラテ（ラボバンク）のアタックで最終的にガラテ、トニー・マルティンの2人に絞られる。メイン集団でもアンディ・シュレク、フランク・シュレクのシュレク兄弟が執拗に何度もアタックするが、マイヨ・ジョーヌのアルベルト・コンタドールがA・シュレクを、そしてアシストに徹する発言を行ったランス・アームストロングがF・シュレクをキッチリマークして逃げを許さない。集団が牽制状態になったところで、一度集団から脱落しながら戻ってきたマイヨ・グランペールのフランコ・ペッリツォッティがアタックして単独で逃げの二人を追う。メイン集団ではその後もA・シュレクが何度もアタックを試みるもコンタドールは離れない。しかし、アンドレアス・クレーデンやブラッドリー・ウィギンスなどが脱落。逃げ集団では残り1kmでガラテがアタック。一度はマルティンに追いつかれるものの残り100mで渾身の再アタック。今度こそマルティンを振り落としたガラテが歓喜のモン・ヴァントゥ制覇。ネガティブな話題の多かったラボバンクに待望のステージ優勝をプレゼントした。メイン集団はA・シュレクが38秒差の3位で先頭。コンタドールは最後まで離れず同タイムの4位だった。総合ではウィギンスがフランク・シュレクを3秒差で抑えて4位を死守。F・シュレクが5位、クレーデンが6位となった。敢闘賞は惜しくもステージ優勝を逃したマルティンだった。

区間成績
| 順位 | 選手名                     | 国籍           | チーム                       | 時間          |
| ---- | -------------------------- | -------------- | ---------------------------- | ------------- |
| 1    | フアン・マヌエル・ガラテ   | スペイン       | ラボバンク                   | 4時間39分21秒 |
| 2    | トニー・マルティン         | ドイツ         | チーム・コロンビア＝HTC      | +03秒         |
| 3    | アンディ・シュレク         | ルクセンブルク | チーム・サクソバンク         | +38秒         |
| 4    | アルベルト・コンタドール   | スペイン       | アスタナ                     | 同            |
| 5    | ランス・アームストロング   | アメリカ合衆国 | アスタナ                     | +41秒         |
| 6    | フランク・シュレク         | ルクセンブルク | チーム・サクソバンク         | +43秒         |
| 7    | ロマン・クロイツィガー     | チェコ         | リクイガス                   | +46秒         |
| 8    | フランコ・ペッリツォッティ | イタリア       | リクイガス                   | +56秒         |
| 9    | ヴィンチェンツォ・ニバリ   | イタリア       | リクイガス                   | +58秒         |
| 10   | ブラッドリー・ウィギンス   | イギリス       | ガーミン・スリップストリーム | +1分03秒      |
| 92   | 別府史之                   | 日本           | スキル・シマノ               | +14分40秒     |
| 149  | 新城幸也                   | 日本           | Bボックス・ブイグテレコム    | +25分49秒     |

総合成績
| 順位 | 選手名                           | 国籍           | チーム                       | 時間           |
| ---- | -------------------------------- | -------------- | ---------------------------- | -------------- |
| 1    | アルベルト・コンタドール         | スペイン       | アスタナ                     | 81時間46分17秒 |
| 2    | アンディ・シュレク               | ルクセンブルク | チーム・サクソバンク         | +4分11秒       |
| 3    | ランス・アームストロング         | アメリカ合衆国 | アスタナ                     | +5分24秒       |
| 4    | ブラッドリー・ウィギンス         | イギリス       | ガーミン・スリップストリーム | +6分01秒       |
| 5    | フランク・シュレク               | ルクセンブルク | チーム・サクソバンク         | +6分04秒       |
| 5    | アンドレアス・クレーデン         | ドイツ         | アスタナ                     | +6分42秒       |
| 7    | ヴィンチェンツォ・ニバリ         | イタリア       | リクイガス                   | +7分35秒       |
| 8    | クリスティアン・ヴァンデヴェルデ | アメリカ合衆国 | ガーミン・スリップストリーム | +12分04秒      |
| 9    | ロマン・クロイツィガー           | チェコ         | リクイガス                   | +14分16秒      |
| 10   | クリストフ・ル・メヴェル         | フランス       | フランセーズ・デ・ジュー     | +14分25秒      |
| 11   | ミケル・アスタルロサ             | スペイン       | エウスカルテル・エウスカディ | +14分44秒      |
| 12   | サンディ・カザール               | フランス       | フランセーズ・デ・ジュー     | +17分19秒      |
| 13   | ウラディミール・カルペツ         | ロシア         | チーム・カチューシャ         | +18分34秒      |
| 14   | リナルド・ノチェンティーニ       | イタリア       | AG2R・ラ・モンディアル       | +20分45秒      |
| 15   | ユルヘン・ファンデンブルック     | ベルギー       | サイレンス・ロット           | +20分50秒      |
| 16   | ステファーヌ・グベール           | フランス       | AG2R・ラ・モンディアル       | +22分29秒      |
| 17   | カルロス・サストレ               | スペイン       | サーヴェロ・テストチーム     | +26分21秒      |
| 18   | アレクサンドル・ボチャロフ       | ロシア         | チーム・カチューシャ         | +29分33秒      |
| 19   | ジョージ・ヒンカピー             | アメリカ合衆国 | チーム・コロンビア＝HTC      | +33分27秒      |
| 20   | シルヴァン・シャヴァネル         | フランス       | クイックステップ             | +34分09秒      |
| 112  | 別府史之                         | 日本           | スキル・シマノ               | +2時間54分54秒 |
| 130  | 新城幸也                         | 日本           | Bボックス・ブイグテレコム    | +3時間16分44秒 |

ポイント賞成績
| 順位 | 選手名                     | 国籍       | チーム                    | ポイント |
| ---- | -------------------------- | ---------- | ------------------------- | -------- |
| 1    | トル・フースホフト         | ノルウェー | サーヴェロ・テストチーム  | 260      |
| 2    | マーク・カヴェンディッシュ | イギリス   | チーム・コロンビア＝HTC   | 235      |
| 3    | ゲラルト・ツィオレック     | ドイツ     | チーム・ミルラム          | 148      |
| 51   | 別府史之                   | 日本       | スキル・シマノ            | 37       |
| 60   | 新城幸也                   | 日本       | Bボックス・ブイグテレコム | 30       |

山岳賞成績
| 順位 | 選手名                     | 国籍     | チーム                       | ポイント |
| ---- | -------------------------- | -------- | ---------------------------- | -------- |
| 1    | フランコ・ペッリツォッティ | イタリア | リクイガス                   | 210      |
| 2    | エゴイ・マルティネス       | スペイン | エウスカルテル・エウスカディ | 135      |
| 3    | アルベルト・コンタドール   | スペイン | アスタナ                     | 126      |

新人賞部門
| 順位 | 選手名                   | 国籍           | チーム                    | 時間           |
| ---- | ------------------------ | -------------- | ------------------------- | -------------- |
| 1    | アンディ・シュレク       | ルクセンブルク | チーム・サクソバンク      | 81時間50分28秒 |
| 2    | ヴィンチェンツォ・ニバリ | イタリア       | リクイガス                | +3分24秒       |
| 3    | ロマン・クロイツィガー   | チェコ         | リクイガス                | +10分05秒      |
| 24   | 新城幸也                 | 日本           | Bボックス・ブイグテレコム | +3時間12分33秒 |

チーム時間賞
| 順位 | チーム                       | 時間            |
| ---- | ---------------------------- | --------------- |
| 1    | アスタナ                     | 243時間56分04秒 |
| 2    | ガーミン・スリップストリーム | +22分35秒       |
| 3    | チーム・サクソバンク         | +28分34秒       |

敢闘賞選手
- トニー・マルティン（ ドイツ、チーム・コロンビア＝HTC）

## 第21ステージ
- 7月26日(日) モントロー＝フォール＝ヨンヌ – パリ・シャンゼリゼ 164km[19]

- 最終ステージは例年通りのパリ・シャンゼリゼゴール。序盤は例年通りのパレード走行で写真撮影を行ったり、マイヨ・ジョーヌだけでなくチーム総合もほぼ確定させたアスタナはシャンパンで乾杯するなど、プロトン内でも笑顔や話し声などが広がる。その後パリ市街が近付くにつれてアスタナ、サクソバンクがペースアップ。大集団のままパリ市街の周回コースに突入。別府史之のアタックで7人が集団から飛び出して逃げる展開に。別府など3人は残り5.4kmまで粘ったが吸収。最後は最終コーナーでガーミントレインがコロンビアトレインに詰まってしまい減速、ここぞとばかりにスピードを上げたアシストのマーク・レンショーと2人で集団を完全に振り切ってしまったマーク・カヴェンディッシュがレンショーと歓喜の1・2フィニッシュ。ステージ6勝目でツールを締めくくった。トル・フースホフトはステージ6位にとどまったが、マイヨ・ヴェールを無事にキープ。他の各賞ジャージの3人も無事にゴールして各賞ジャージが確定。果敢な逃げを見せた別府が見事に敢闘賞を獲得した。

区間成績
| 順位 | 選手名                     | 国籍           | チーム                       | 時間          |
| ---- | -------------------------- | -------------- | ---------------------------- | ------------- |
| 1    | マーク・カヴェンディッシュ | イギリス       | チーム・コロンビア＝HTC      | 4時間02分18秒 |
| 2    | マーク・レンショー         | オーストラリア | チーム・コロンビア＝HTC      | 同            |
| 3    | タイラー・ファーラー       | アメリカ合衆国 | ガーミン・スリップストリーム | 同            |
| 4    | ゲラルト・ツィオレック     | ドイツ         | チーム・ミルラム             | 同            |
| 5    | ヤウヘニ・フタロヴィッチ   | ベラルーシ     | フランセーズ・デ・ジュー     | 同            |
| 6    | トル・フースホフト         | ノルウェー     | サーヴェロ・テストチーム     | 同            |
| 7    | ホセ・ホアキン・ロハス     | スペイン       | ケス・デパーニュ             | 同            |
| 8    | マルコ・バンディエラ       | イタリア       | ランプレ・N.G.C              | 同            |
| 9    | ダニエーレ・ベンナーティ   | イタリア       | リクイガス                   | 同            |
| 10   | ウィイアン・ボネ           | フランス       | Bボックス・ブイグテレコム    | 同            |
| 20   | 新城幸也                   | 日本           | Bボックス・ブイグテレコム    | 同            |
| 134  | 別府史之                   | 日本           | スキル・シマノ               | +27秒         |

総合成績
| 順位 | 選手名                           | 国籍           | チーム                       | 時間           |
| ---- | -------------------------------- | -------------- | ---------------------------- | -------------- |
| 1    | アルベルト・コンタドール         | スペイン       | アスタナ                     | 85時間48分35秒 |
| 2    | アンディ・シュレク               | ルクセンブルク | チーム・サクソバンク         | +4分11秒       |
| 3    | ランス・アームストロング         | アメリカ合衆国 | アスタナ                     | +5分24秒       |
| 4    | ブラッドリー・ウィギンス         | イギリス       | ガーミン・スリップストリーム | +6分01秒       |
| 5    | フランク・シュレク               | ルクセンブルク | チーム・サクソバンク         | +6分04秒       |
| 6    | アンドレアス・クレーデン         | ドイツ         | アスタナ                     | +6分42秒       |
| 7    | ヴィンチェンツォ・ニバリ         | イタリア       | リクイガス                   | +7分35秒       |
| 8    | クリスティアン・ヴァンデヴェルデ | アメリカ合衆国 | ガーミン・スリップストリーム | +12分04秒      |
| 9    | ロマン・クロイツィガー           | チェコ         | リクイガス                   | +14分16秒      |
| 10   | クリストフ・ル・メヴェル         | フランス       | フランセーズ・デ・ジュー     | +14分25秒      |
| 112  | 別府史之                         | 日本           | スキル・シマノ               | +2時間55分21秒 |
| 129  | 新城幸也                         | 日本           | Bボックス・ブイグテレコム    | +3時間16分44秒 |

ポイント賞成績
| 順位 | 選手名                     | 国籍       | チーム                    | ポイント |
| ---- | -------------------------- | ---------- | ------------------------- | -------- |
| 1    | トル・フースホフト         | ノルウェー | サーヴェロ・テストチーム  | 280      |
| 2    | マーク・カヴェンディッシュ | イギリス   | チーム・コロンビア＝HTC   | 270      |
| 3    | ゲラルト・ツィオレック     | ドイツ     | チーム・ミルラム          | 172      |
| 43   | 別府史之                   | 日本       | スキル・シマノ            | 41       |
| 53   | 新城幸也                   | 日本       | Bボックス・ブイグテレコム | 36       |

山岳賞成績
| 順位 | 選手名                     | 国籍     | チーム                       | ポイント |
| ---- | -------------------------- | -------- | ---------------------------- | -------- |
| 1    | フランコ・ペッリツォッティ | イタリア | リクイガス                   | 210      |
| 2    | エゴイ・マルティネス       | スペイン | エウスカルテル・エウスカディ | 135      |
| 3    | アルベルト・コンタドール   | スペイン | アスタナ                     | 126      |

新人賞部門
| 順位 | 選手名                   | 国籍           | チーム                    | 時間           |
| ---- | ------------------------ | -------------- | ------------------------- | -------------- |
| 1    | アンディ・シュレク       | ルクセンブルク | チーム・サクソバンク      | 81時間50分28秒 |
| 2    | ヴィンチェンツォ・ニバリ | イタリア       | リクイガス                | +3分24秒       |
| 3    | ロマン・クロイツィガー   | チェコ         | リクイガス                | +10分05秒      |
| 24   | 新城幸也                 | 日本           | Bボックス・ブイグテレコム | +3時間12分33秒 |

チーム時間賞
| 順位 | チーム                       | 時間            |
| ---- | ---------------------------- | --------------- |
| 1    | アスタナ                     | 256時間02分58秒 |
| 2    | ガーミン・スリップストリーム | +22分35秒       |
| 3    | チーム・サクソバンク         | +28分34秒       |

敢闘賞選手
- 別府史之（ 日本、スキル・シマノ）